# Roestbuikmees
De roestbuikmees (Melaniparus rufiventris; synoniem: Parus rufiventris) is een zangvogel uit de familie Paridae (mezen).

## Verspreiding en leefgebied
Deze soort komt voor in zuidelijk-centraal Afrika en telt vijf ondersoorten:
- M. r. rufiventris: van zuidelijk Congo-Brazzaville en zuidelijk Congo-Kinshasa tot centraal Angola en centraal Zambia.
- M. r. masukuensis: zuidoostelijk Congo-Kinshasa, oostelijk Zambia en Malawi.
- M. r. diligens: zuidelijk Angola, noordelijk Namibië, zuidwestelijk Zambia en noordwestelijk Botswana.
- M. r. pallidiventris (bleekbuikmees): Tanzania, zuidelijk Malawi en noordelijk Mozambique.
- M. r. stenotopicus: oostelijk Zimbabwe en het westelijk-centraal Mozambique.